# Оборин, Владимир Антонович
Влади́мир Анто́нович Обо́рин (15 июля 1929 — 12 мая 1995) — советский и российский археолог, специалист по древней и средневековой истории Урала. Заведующий кафедрой истории СССР досоветского периода Пермского университета (1973−1995), руководитель Камской археологической экспедиции, председатель президиума Пермского областного совета Всесоюзного общества охраны памятников истории и культуры.

## Биография
Родился в семье профессора Пермского университета, почвоведа Антона Ивановича Оборина (1903−1977). Старший брат геолога А. А. Оборина (1933−2008).
С 1947 по 1952 годы учился на историко-филологическом факультете Молотовского университета, получив специальность «история, археология». На его занятия археологией повлияло знакомство (с 1946 года) с выдающимся советским археологом, профессором О. Н. Бадером, совместно с которым В. А. Оборин позднее исследовал большое количество памятников археологии Прикамья.
По окончании университета учился в аспирантуре Государственного исторического музея в Москве. Защитил кандидатскую диссертацию «Коми-пермяки в IX−XV вв. (Родановская культура)». Научный руководитель его работы — известный археолог финно-угровед А. П. Смирнов.
С 1956 по 1995 годы — руководитель Камской археологической экспедиции. Одновременно работал на историко-филологическом (с 1960 года — историческом) факультете ПГУ ассистентом, старшим преподавателем, с 1957 года — доцентом, с 1987 года — профессором.
С 3 декабря 1964 по 30 октября 1965 — секретарь партийного комитета Пермского университета.
С 1973 по 1995 год заведовал кафедрой истории СССР досоветского периода (с 1991 года — кафедра древней и новой истории России).
С 1974 года — председатель президиума Пермского областного совета Всесоюзного общества охраны памятников истории и культуры, член Центрального Совета. В 1983−1987 годах — член Головного совета Минвуза РСФСР «Духовная культура Урала».
В 1986 году защитил докторскую диссертацию «Заселение и освоение Урала в конце XI — начале XVIII вв.».
Член Уральской археологической координационной комиссии при Институте археологии РАН. Член учёного совета Пермского областного краеведческого музея.

## Педагогическая и научная работа
Читал курсы и спецкурсы по феодальной археологии СССР, основам археологии, основам этнографии, истории первобытного общества, истории Урала и России.
Автор более 200 монографий и научных статей.
Руководил археологическими экспедициями, открыл и участвовал в раскопках более 300 памятников археологии Урала и Волго-Камского региона, принадлежащих, главным образом, к ананьинской, гляденовской, ломоватовской, родановской культурам.
Исследовал памятники Пермского звериного стиля.

## Наследие
В Перми проводятся ежегодные Оборинские чтения, посвящённые проблемам археологии Прикамья, Урала и Поволжья; издаются сборники материалов докладов. 21 декабря 2007 года на историко-политологическом факультете ПГУ была установлена мемориальная доска профессору В. А. Оборину.
Научный архив и библиотека учёного хранятся в отделе археологии Пермского краеведческого музея.
Ученики В. А. Оборина работают в Пермском университете, Пермском педуниверситете, Пермском краеведческом музее, а также в институтах Российской академии наук.

## Основные работы
- На заре истории Прикамья. Пермь, 1958 (в соавт. с О. Н. Бадером);
- Древнее искусство народов Прикамья: Пермский звериный стиль. Пермь, 1976;
- Чудские древности Рифея: пермский звериный стиль. Пермь, 1988 (в соавт. с Г. Н. Чагиным).
- Заселение и освоение Урала в конце XI — начале XVII в. Иркутск, 1990.